# 沈家湾岛
沈家湾岛是中國浙江省舟山市嵊泗縣崎嶇列島洋山镇的一個島嶼，目前成為洋山深水港的一部分，通過道路與小洋山島相連。沈家湾岛长1300米，宽300米，最高点海拔109米，面积0.56平方千米。
曾經島上的居民很多人姓沈，有個名叫沈家湾的村莊，還有一個叫黄泥坎的村莊。清朝至中華民國大陸時期，人們以黄泥坎稱呼該島。後來人們改以沈家湾岛稱呼該島嶼。1982年時岛上有70户居民，共294人，後來由於交通不便，島上医疗条件也很差，很多人陸續搬到大洋山定居，以至於後來岛上已无户籍人口，不過此後仍有人一度寄住在島上專門养鸡鸭。
2002年9月，有人來到沈家灣島開始建設東海大橋。